# Thomas Stammberger

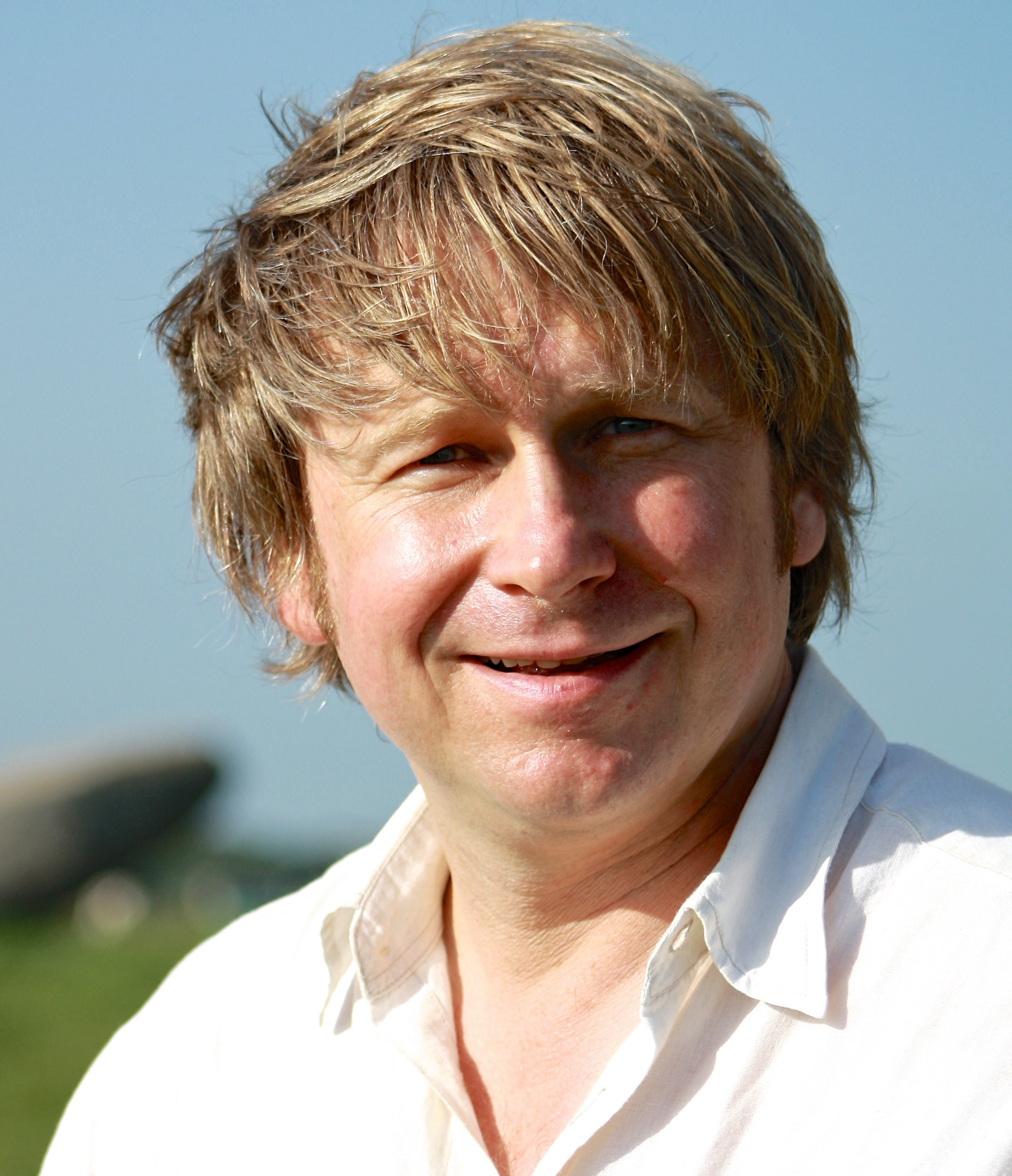
Thomas Stammberger (2019)

Thomas Stammberger (* 11. Januar 1968 in Bad Kötzting) ist ein deutscher Fernseh- und Theaterregisseur, Autor und TV-Redakteur. Er organisierte mehrere große Festivals und Festspiele.

## Leben
Ursprünglich kommt Thomas Stammberger vom Theater. Er studierte an der Münchner LMU Theaterwissenschaften und Kunstgeschichte, initiierte das Entstehen des Vereins Festspielgemeinschaft Kötzting e.V. und begründete im Sommer 1988 als knapp Zwanzigjähriger zusammen mit einigen Kötztingern die Waldfestspiele Bad Kötzting. Als gewählter Intendant und Co-Autor schuf er neben Der Faust auch die bayerischen Fassungen von Die Räuber, Die lustigen Weiber, Woyzeck und Lysistrata – Der Weiberstreik.
Darüber hinaus legte er den Grundstein für das Kulturfestival Begegnungen in Kötzting, das seine Heimatstadt 1994 bis 1996 zur „ostbayerischen Kulturhauptstadt“ (Süddeutsche Zeitung) machte. Thomas Stammberger schrieb 1995 zusammen mit Johannes Reitmeier die bis 2015 aufgeführte Fassung der Straubinger Agnes-Bernauer-Festspiele, reorganisierte und leitete von 1995 bis 2004 die Burgfestspiele Neunußberg und sorgte damit 2003 für einen bis heute unerreichten Zuschauerrekord von 4053 Besuchern.
Von 1996 bis 1998 übernahm er im Auftrag der Stadt Gütersloh und der kulturplan AG die Geschäftsführung des konkursbedrohten Kulturzentrums „Die Weberei“ und brachte dieses wieder zu neuem Glanz.
Seit 1998 arbeitet er überwiegend für Film und Fernsehen. Als Regieassistent sammelte er Erfahrungen bei TV-Regisseuren wie John Delbridge oder DDR-Filmer Richard Engel und drehte mit Eva Mattes, Maximilian Schell, Johannes Heesters und anderen. Er war abwechselnd für ARD, ZDF, RTL, Sat.1 und für Produktionsfirmen wie Kinowelt, Constantin oder die Bavaria Film tätig.
Von 2004 bis 2006 war Thomas Stammberger Mitarbeiter von Dieter Wedel. An seiner Seite drehte er auch dessen Film Mein alter Freund Fritz mit Ulrich Tukur und Veronica Ferres in den Hauptrollen. In kleineren Rollen stand Stammberger wiederholt selbst vor der Kamera, etwa für die Münchner Bavaria Film bei Inga Lindström oder als Berggondelfahrer bei einer Utta-Danella-Verfilmung.
Von 2007 bis 2012 war der Wahlmünchner als Regisseur der BR-Serie Dahoam is Dahoam mit etwa 120 Einzelfolgen beteiligt. Gleichzeitig inszenierte Stammberger von 2008 bis 2010 gut 20 Folgen der ARD-Daily Marienhof. 2012 wechselte er für fünf Jahre fest zum BR Fernsehen, wo er als verantwortlicher Redakteur des Bereichs Volkstheater und Bayerische Serie unter anderem das Volkstheaterformat Komödienstadel modernisierte und diverse Serien betreute.
Seit August 2017 ist Thomas Stammberger vom BR für eigene Regietätigkeiten freigestellt.
Neben seinen Fernseh- und Filmprojekten engagiert sich Stammberger kulturpolitisch und in der Nachwuchsförderung, so als Vorsitzender von TOP:Talente oder als beratendes Vorstandsmitglied des Amateurtheater-Start-Ups theaterbox. Auch produziert, konzipiert und schreibt er für eine Reihe neuer Kulturinitiativen wie die Oberpfälzer Klosterfestspiele Kastl.
2004 brachte er als Regisseur und Autor bei der Groteske Gloria! Victoria! Das Spiel vom Doktor Eisenbarth erstmals im bayerischen Volkstheater eine 13-köpfige Bigband auf die Bühne. Sein 2005 uraufgeführtes Theaterstück Schluss mit lustig oder das Gespenst von Tiefenbach wurde zehn Jahre später erneut unter seiner Regie als Freilichtspiel in der oberpfälzischen Gemeinde Tiefenbach gezeigt.
In „Anerkennung seiner Verdienste um die ostbayerische Region“ wurde Thomas Stammberger 1995 vom bayerischen Landtag ausgezeichnet.
2022 wird er, wie schon in den 90er Jahren, in Straubing für die Agnes-Bernauer-Festspiele arbeiten und als Regisseur fungieren. Dabei wird eine von ihm geschriebene, neue Fassung zur Aufführung kommen.

## Filmografie

### Regie
- 2007–2013: Dahoam is Dahoam (Fernsehserie, 73 Folgen)
- 2012–2024: Der Komödienstadel (21 Folgen)
  - 2012: Obandlt is! (Regie)
  - 2012: Hummel im Himmel (Redaktion)
  - 2013: A Mordsgschicht (Redaktion)
  - 2013: Alpenglühn und Männertreu (Redaktion)
  - 2014: 1001 Nacht in Tegernbrunn (Redaktion)
  - 2014: Wenn’s lafft, dann lafft’s (Redaktion)
  - 2015: Paulas letzter Wille (Redaktion)
  - 2015: Der fast keusche Josef (Redaktion)
  - 2015: Agent Alois (Redaktion)
  - 2016: Ein Garten voll Schlawiner (Redaktion)
  - 2016: Göttinnen weißblau (Redaktion)
  - 2017: Der Cowboy von Haxlfing (Redaktion)
  - 2017: Rock’n’Roll im Abendrot (Bühnen- und Fernsehregie)
  - 2018: Odel verpflichtet (Inszenierung und Fernsehregie)
  - 2019: Ein Bayer in der Unterwelt (Regie)
  - 2018: Heimatbühne Bayern auf Tour: Hotel Mamma (Regie)
  - 2019: Der Unschuldsengel (Inszenierung und Fernsehregie)
  - 2019: Selbst ist die Frau (Inszenierung und Fernsehregie)
  - 2020: Nix geht mehr (Regie)
  - 2022: Das Orakel vom Ramersdorf (Regie)
  - 2023: Ach du lieber Gott (Regie)
  - 2024: A Wiesn Gschicht (Regie)

### Regieassistenz
- 2001–2006: Alphateam – Die Lebensretter im OP (Fernsehserie, 26 Folgen)
- 2002–2006: MM – Mensch Markus (Fernsehserie)
- 2006–2007: Inga Lindström (Fernsehserie, 4 Folgen)
- 2007: Mein alter Freund Fritz (Fernsehfilm)
- 2007–2008: Dahoam is Dahoam (Fernsehserie, 16 Folgen)
- 2008: Utta Danella
  - 2008: Das Geheimnis unserer Liebe
  - 2008: Mit Dir die Sterne sehen

## Theaterregie
- 1992: Burghofspiele Falkenstein
- 1994–1998: St. Gunther Festspiele Rinchnach
- 1995–2004: Burgfestspiele Neunußberg
- 2004: Gloria! Victoria! Das Spiel vom Doktor Eisenbart
- 2005: Schluss mit lustig oder das Gespenst von Tiefenbach
- 2014: Doc Eisenbarth ist back in town

## Autorentätigkeit
- 1990: Der Faust. Bairisches Schauspiel nach Johann Wolfgang Goethe von Thomas Stammberger und Johannes Reitmeier
- 1992: Die Räuber. Bairisches Schauspiel nach Schiller von Thomas Stammberger und Johannes Reitmeier
- 1994: Die lustigen Weiber. Bairisches Schauspiel nach Shakespeare von Thomas Stammberger und Johannes Reitmeier
- 1995: Stück Agnes Bernauer – Historienspiel in 15 Bildern, mit Johannes Reitmeier
- 1996: Woyzeck. Ein Drama in bairischer Mundart nach Georg Büchner von Johannes Reitmeier und Thomas Stammberger
- 1998: Lysistrata – Der Weiberstreik. Bairisches Schauspiel nach Aristophanes von Johannes Reitmeier und Thomas Stammberger
- 2004: Gloria! Victoria! Das Spiel vom Doktor Eisenbarth
- 2005: Schluss mit lustig oder das Gespenst von Tiefenbach
- 2014: Doc Eisenbarth is back in town
- 2017: Hotel Mama (Heimatbühne Bayerns des BR Fernsehens)
- 2018: Selbst ist die Frau
- 2019: Der Komödienstadel: Ein Bayer in der Unterwelt